# Pachydota punctata
Pachydota punctata är en fjärilsart som beskrevs av Rothschild 1909. Pachydota punctata ingår i släktet Pachydota och familjen björnspinnare. Inga underarter finns listade i Catalogue of Life.